# Paul Haggis
Paul Edward Haggis (* 10. březen 1953 London, Ontario) je kanadský filmový režisér, scenárista a producent. Produkoval dva filmy, které získaly Oscara za nejlepší film hned po sobě: Million Dollar Baby (2004) a Crash (2005). Druhý z nich zároveň režíroval.
Jeho rodina vlastnila Gallery Theatre v městečku London v kanadském Ontariu. Zde se prvně střetl se světem herectví. Vystudoval film na Fanshawe College. Roku 1975 odjel do Los Angeles s cílem prosadit se v šoubyznysu. Psal nejprve pro televizi, pro zavedené seriály. Později začal i produkovat. Stál u samých počátků seriálů jako Walker, Texas Ranger či Due South. Průlom na filmová plátna znamenalo boxerské drama Million Dollar Baby roku 2004 z Clintem Eastwoodem v hlavní roli a na pozici režiséra (Haggis produkoval a napsal scénář). Film získal celkem čtyři Oscary. U dalšího snímku Crash, který podle Haggise pojednává o "krachu iluze liberálů o řešení rasových problémů", si prvně sedl na režisérskou stoličku. Výsledkem byly dva Oscary. Poté napsal scénář ke dvěma bondovkám: Casino Royale (2006) a Quantum of Solace (2008).
Vyrostl v katolické rodině, ale sám sebe dlouho označoval za ateistu, než vstoupil do Scientologické církve, kterou ovšem později zase opustil a odsoudil jako sektu. Žije v Santa Monice v Kalifornii.
V roce 2008 koupil práva na úspěšnou knižní sérii Ranger's apprentice (Hraničářův učeň). Film by měl mít premiéru v červenci 2020.